# Synagoga v Debrecíně
Synagoga v Debrecíně (maďarsky Debreceni neológ zsinagóga) byl židovský chrám v uvedeném maďarském městě.
Reprezentativní budova byla postavena na třídě Ference Deáka v centru města. Stavba sice nestála při samotné uliční čáře ale trochu stranou, byla však velmi nápadná a brzy se stala jedním ze symbolů města. Dokončena byla roku 1896, projekt připravil vídeňský židovský architekt Jakob Gartner. Stejně jako řada dalších staveb byla postavena v pseudomaurském slohu. Během druhé světové války byla poškozena. V roce 1949 byla zahájena obnova budovy, nicméně při stavebních pracích na střeše vypukl požár podkroví a budova vyhořela. Město následně rozhodlo o jejím stržení.